# Ken Norton, Jr.
Ken Norton, Jr. (Jacksonville, 29 de setembro de 1966) é um ex-jogador profissional de futebol americano estadunidense que foi campeão da temporada de 1993 da National Football League jogando pelo Dallas Cowboys. É filho do ex-pugilista Ken Norton.